# Nathaniel Curzon (1er baron Scarsdale)
Nathaniel Curzon, 1er baron Scarsdale (1726 - 5 décembre 1804) est un homme politique conservateur anglais et un pair.

## Biographie
Il est le fils de Nathaniel Curzon (4e baronnet), et de son épouse Mary Assheton, fille de Ralph Assheton, baronnet de Middleton Lancashire.
Il est élu député de Clitheroe en 1747, poste qu'il occupe jusqu'en 1754, année de son élection dans la circonscription de son père, le Derbyshire. En 1761, il est créé baron Scarsdale et devient plus tard président des comités à la Chambre des lords.
Curzon est décédé en 1804. Il épouse en 1751 Lady Carolina Colyear, fille de Charles Colyear (2e comte de Portmore), avec qui il a 5 fils et 2 filles. Son fils aîné, Nathaniel Curzon (2e baron Scarsdale) lui succède.

## Kedleston Hall

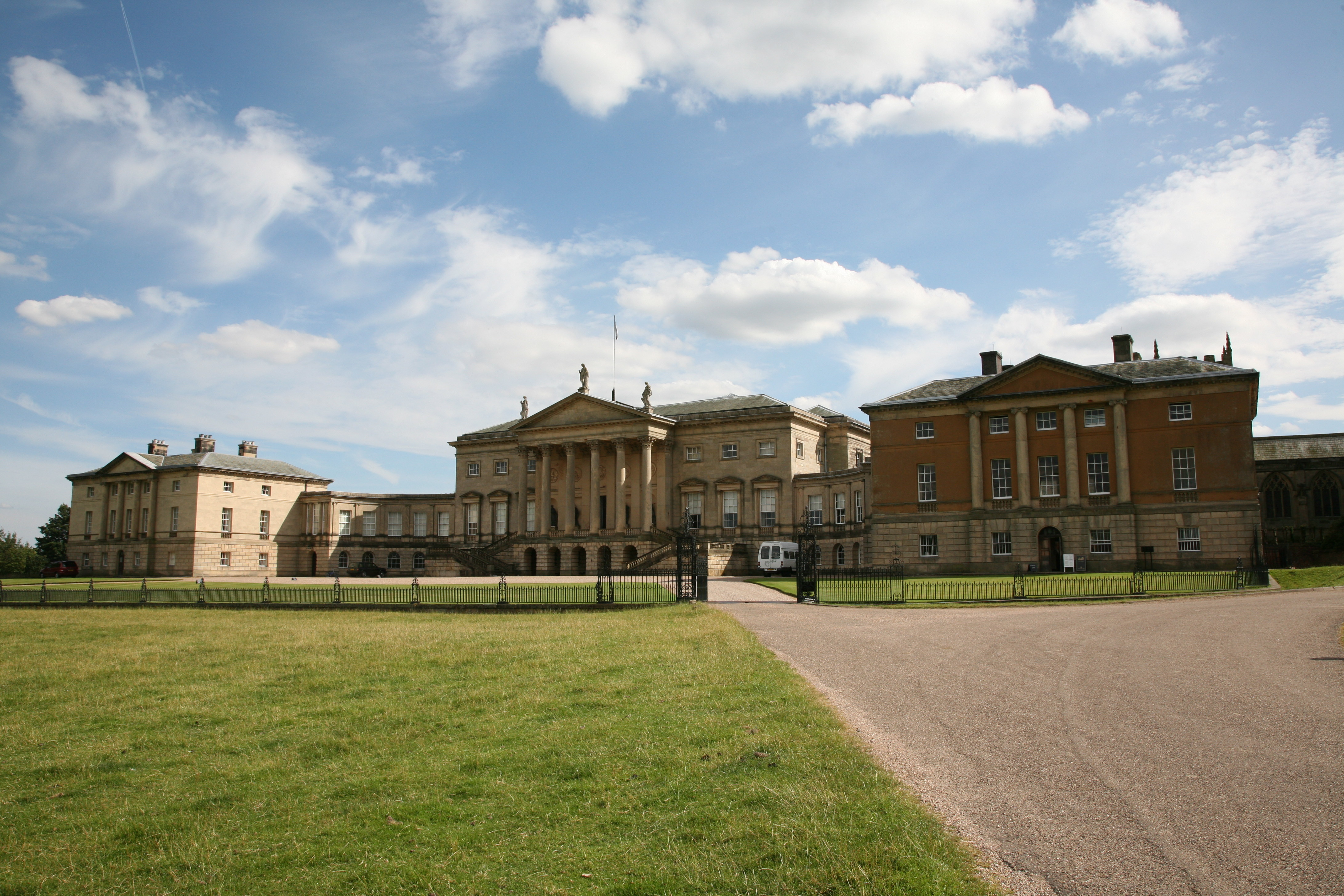
Kedleston Hall

Kedleston Hall est situé à 4 miles au nord-ouest de Derby et est maintenant ouvert au public, propriété du National Trust. Une des ailes de Kedleston est toujours occupée par la famille Curzon.
Curzon commence à travailler très tôt sur le développement de Kedleston Hall avant son héritage. Il emploie le paysagiste William Emes pour remplacer les structures aquatiques traditionnelles par des lacs naturels. En 1759, il commande la reconstruction de la maison, conçue dans le style palladien par les architectes James Paine et Matthew Brettingham. Robert Adam est chargé de concevoir des temples de jardin pour améliorer le paysage du parc à l'époque et Curzon est tellement impressionné par les conceptions d'Adam que ce dernier est rapidement chargé de la construction du nouveau manoir. Il veut que Kedleston Hall surpasse la maison de ses voisins Whig, les Cavendish, à Chatsworth. Il emploie plusieurs architectes. En décembre 1758, il rencontre Robert Adam, qu'il emploie pour reconstruire Kedleston. John Linnell est choisi comme ébéniste et créé les canapés les plus magnifiques de l’ère géorgienne pour le Drawing Room de Kedleston. Ces canapés ont des nymphes de la mer, des sirènes et des sirènes dont les queues s'entrelacent comme leurs accoudoirs.